# Терпение (Секретные материалы)
«Терпение» (англ. «Patience») — 3-й эпизод 8-го сезона сериала «Секретные материалы». Премьера состоялась 19 ноября 2000 года на телеканале FOX. Эпизод принадлежит к типу «монстр недели» и никак не связан с основной «мифологией сериала», заданной в первой серии.
Режиссёр и автор сценария — Крис Картер, приглашённые звёзды — Ева Бреннер, Гэри Буллок, Джей Капуто, Джин Динарски, Брэдфорд Инглиш, Дэн Лигант.
В США серия получила рейтинг домохозяйств Нильсена, равный 8,2, который означает, что в день выхода серию посмотрели 13,3 миллиона человек.
Главные герои серии — Дана Скалли (Джиллиан Андерсон) и её новый напарник Джон Доггетт (Роберт Патрик) (после похищения Фокса Малдера (Дэвид Духовны) инопланетянами), агенты ФБР, расследующие сложно поддающиеся научному объяснению преступления, называемые Секретными материалами.

## Сюжет
В своем первом совместном деле Скалли и Доггетт расследуют жестокие убийства, которое совершает существо наподобие летучей мыши. Оказывается, что методы расследования у двух агентов сильно различаются, так как Джон еще не привык к подобным делам.